# International Swimming League
Die International Swimming League (ISL) ist eine jährliche professionelle Schwimmliga, im Jahr 2019 gegründet. Sie bietet ein teambasiertes Wettbewerbsformat mit rasantem Wettschwimmen an. 2019 begann die reguläre Saison im Oktober und das Endschwimmen fand im Dezember statt.
Athleten, die zuvor wegen Verstoßes gegen Anti-Doping-Regeln disqualifiziert wurden, sind von der ISL ausgeschlossen.

## Struktur

### ISL-Saison
Die Saison ist in eine reguläre Meisterschaft und ein Finale unterteilt. In den regulären Meisterschaftsclubs erhalten die Schwimmer Punkte für die Teilnahme am Schwimmen nach folgenden Grundsätzen: 4 Punkte für den 1. Platz im Schwimmen, 3 für den 2., 2 für den 3. und 1 für den 4. Platz. Nach allen Meisterschaftsschwimmen erreichen die 4 Vereine mit der höchsten Punktzahl das Finale, in dem die Gewinner der Liga (die ISL-Champions) ermittelt werden. Jeder Verein kann maximal 32 Athleten haben. Bei jedem Schwimmen dürfen 28 von ihnen an Wettkämpfen teilnehmen – 12 Männer und 12 Frauen können einzelne Wettkämpfe schwimmen, während zwei Männer und zwei Frauen als „Nur Staffel“-Sportler eingesetzt werden können.

### ISL-Wettschwimmen
Vier Vereine nehmen an einem Schwimmen teil, ein ISL-Schwimmwettkampf dauert zwei Tage. Während der ersten Saison bestand ein ISL-Schwimmwettkampf aus 37 (39 in der Saison 2020) Schwimmen: 30 (32) Einzel-, 5 Teamstaffeln und 2 Ausscheidungsschwimmen.
An dem Wettschwimmen nehmen jeweils zwei Clubvertreter teil.
Die Punkte werden nach dem Schwimmen folgendermaßen verteilt: 9 Punkte für den 1., 7 für den 2. … 1 für den 8. Platz. Athleten (Teams), die ein Rennen nicht beenden, erhalten keine Punkte. Zusätzlich werden die Punkte in Staffeln verdoppelt und nach jedem der drei Staffelschwimmen vergeben.
Die Punkte der Clubvertreter werden dann addiert und ergeben das Gesamtresultat der jeweiligen Clubs.
Ein Sieg in einem Wettschwimmen garantiert keine maximalen Clubpunkte. Zum Beispiel erhalten Clubvertreter, die in einem Schwimmen den 1. und 7. Platz belegen, weniger Punkte für ihre jeweiligen Clubs als diejenigen, die den 2. und 4. Platz belegen: Sie erhalten 11 bzw. 12 Gesamtpunkte.
Einen Schwimmwettkampf gewinnt der Verein, der in allen 37 Rennen die meisten Punkte erzielt hat. In ähnlicher Weise verteilt sich der Rest der Vereine auf den 2. bis 4. Platz, je nachdem, welche Punkte sie während des gesamten Wettkampfs erzielen. Theoretisch könnte ein Schwimmwettkampf von einem Team gewonnen werden, das kein einziges Schwimmen gewonnen hat.
Für den Fall, dass zwei oder mehr Vereine nach dem Schwimmen die gleiche Anzahl von Punkten erhalten, findet eine zusätzliche gemischte Lagenstaffel von 4 × 50 m statt, deren Ausgang die Endergebnisse des Wettschwimmens widerspiegelt.

## Teams
Die Saison 2019 debütierte mit den damaligen Vereinen, vier aus den USA und vier aus Europa. Im Jahr 2020 wurden Clubs aus Kanada und Japan in die ISL aufgenommen, wodurch sich die Gesamtzahl der Clubs auf 10 erhöhte.
| Verein                              | Stadt                  | Beitritt               | General Manager        | Cheftrainer            |
| Amerikas Konföderation              | Amerikas Konföderation | Amerikas Konföderation | Amerikas Konföderation | Amerikas Konföderation |
| ----------------------------------- | ---------------------- | ---------------------- | ---------------------- | ---------------------- |
| D.C. Trident                        | Washington, D.C.       | 2019                   | Kaitlin Sandeno        | Cyndi Gallagher        |
| L.A. Current                        | Los Angeles            | 2019                   | Lenny Krayzelburg      | David Marsh            |
| New York Breakers                   | New York City          | 2019                   | Tina Andrew            | Peter Andrew           |
| Cali Condors                        | San Francisco          | 2019                   | Jason Lezak            | Gregg Troy             |
| Toronto Titans                      | Toronto                | 2020                   | Robert Kent            |                        |
| Europäisch asiatische Konföderation |                        |                        |                        |                        |
| Energy Standard                     | Paris                  | 2019                   | Jean-Francois Salessy  | James Gibson           |
| London Roar                         | London                 | 2019                   | Rob Woodhouse          | Mel Marshall           |
| Team Iron                           | Budapest               | 2019                   | Dorina Szekeres        |                        |
| Aqua Centurions                     | Rome                   | 2019                   | Alessandra Guerra      | Matteo Giunta          |
| Tokyo Frog Kings                    | Tokyo                  | 2020                   | Kosuke Kitajima        |                        |

## Technische Regel
An allen Schwimmwettkämpfen nehmen vier Vereine teil und sie finden an zwei Tagen mit zwei zweistündigen Sitzungen mit jeweils zwei kurzen Pausen statt. Jeder Verein besteht aus mindestens 24 und höchstens 28 Athleten. 12 Männer und 12 Frauen dürfen Einzelveranstaltungen schwimmen, während weitere zwei männliche und zwei weibliche Athleten in die Mannschaftsaufstellung aufgenommen werden können, da sie nur Staffelschwimmer sind. In jedem Event müssen alle teilnehmenden Vereine zwei Athleten (und auch zwei Teams in den Staffeln) aufstellen.
Ein Standard-ISL-Wettschwimmen findet an zwei Tagen statt. Jeder Tag besteht aus drei 30- bis 35-minütigen Wettkämpfen, die durch zwei 10-minütige Pausen geteilt werden. Jeden Tag werden jedem Verein zufällig zwei benachbarte Bahnen zugewiesen, auf denen die Schwimmer bis zum Ende eines jeden Wettkampftages auf den Bahnen schwimmen sollen. Wenn an Tag 1 einem Club außerhalb der Bahnen (7 und 8 oder 1 und 2) zugewiesen wurde, werden dem Club am nächsten Tag die zentralen Bahnen (3 und 4 oder 5 und 6) garantiert und umgekehrt.
Die Mannschaftsaufstellungen werden vor jeder Wettkampfsitzung eingereicht. Diese Aufstellungen können während der geplanten Pausen innerhalb des Wettbewerbs geändert und angepasst werden. Dies muss 2 Minuten nach Abschluss der letzten Veranstaltung in der vorherigen Sitzung erfolgen.
Ein Schwimmwettkampf besteht aus 37 Rennen (im Jahr 2020 kommen zwei weitere Schwimmen hinzu – 100 Einzellagen für Männer und Frauen), darunter 30 (32) Einzelrennen, 5 Staffeln und 2 Ausscheidungsschwimmen, die nur für die 12 teilnehmenden Schwimmer, in einzelnen Veranstaltungen geöffnet sind. Wenn zwei oder mehr Vereine am Ende des Schwimmwettkampfs die gleiche Punktzahl erreichen, findet zwischen den Vertretern dieser Vereine eine zusätzliche 4 × 50-m-Staffel mit gemischten Lagenschwimmen statt. Alle Athleten dürfen an dieser Staffel teilnehmen. Der Gewinner dieser Staffel muss in der endgültigen Rangliste höher stehen als der andere Verein, der in der Staffel geschwommen ist.
Die Teams erhalten am Ende eines jeden Schwimmens die folgenden Punkte.
| Platz  | 1. | 2. | 3. | 4. |
| Punkte | 4  | 3  | 2  | 1  |
| ------ | -- | -- | -- | -- |

2019 qualifizierten sich die beiden amerikanischen und europäischen Teams mit der höchsten Punktzahl nach der regulären Meisterschaft für das Finale. Wenn zwei oder mehr Vereine nach der regulären Meisterschaft unentschieden sind, werden zusätzliche Kriterien verwendet, um den Gewinner zu bestimmen.
Die Punktzahl für jedes einzelne Ereignis ist wie folgt (Staffelläufe erzielen doppelt so viele Punkte):
| Platz  | 1. | 2. | 3. | 4. | 5. | 6. | 7. | 8. | DNF | DSQ | DNS |
| Punkte | 9  | 7  | 6  | 5  | 4  | 3  | 2  | 1  | −2  | −2  | 4   |
| ------ | -- | -- | -- | -- | -- | -- | -- | -- | --- | --- | --- |

### Staffelrennen
Wenn eine Staffel oder ein Schwimmer langsamer als die in der folgenden Tabelle angegebenen Zeiten ist, erhält die Staffel oder der Schwimmer eine Strafe von Punkten. Eine Staffel, die langsamer als der Zeitstandard ist, erhält 2 Punkte abgezogen, während ein Athlet, der langsamer als die jeweils angegebene Zeit ist, stattdessen 1 Punkt Strafe erhält.
| Platz  | 1. | 2. | 3. | 4. | 5. | 6. | 7. | 8. |
| Punkte | 18 | 14 | 12 | 10 | 8  | 6  | 4  | 2  |
| ------ | -- | -- | -- | -- | -- | -- | -- | -- |

### Strafen
Wenn eine Staffel oder ein Schwimmer langsamer als die in der folgenden Tabelle angegebenen Zeiten ist, erhält die Staffel oder der Schwimmer eine Strafe von Punkten. Eine Staffel, die langsamer als der Zeitstandard ist, erhält 2 Punkte abgezogen, während ein Athlet, der langsamer als die jeweils angegebene Zeit ist, stattdessen 1 Punkt Strafe erhält.
In der Tabelle werden alle Mindestzeitstandards (SCM) für die Ergebnisse mit den Weltrekorden verglichen.
|                        | Distanz | Männer  | Weltrekord |         | Frauen  | Weltrekord |
| ---------------------- | ------- | ------- | ---------- | ------- | ------- | ---------- |
| Freistil               | 50      | 22.50   | 20.26      | 25.50   | 22.93   |            |
| Freistil               | 100     | 49.50   | 44.94      | 55.00   | 50.25   |            |
| Freistil               | 200     | 1:49.50 | 1:39.37    | 1:58.50 | 1:50.43 |            |
| Freistil               | 400     | 3:50.50 | 3:32.25    | 4:10.00 | 3:53.92 |            |
|                        |         |         |            |         |         |            |
| Rückenschwimmen        | 50      | 25.00   | 22.22      | 28.50   | 25.67   |            |
| Rückenschwimmen        | 100     | 54.00   | 48.88      | 1:01.00 | 55.03   |            |
| Rückenschwimmen        | 200     | 1:58.00 | 1:45.63    | 2:11.00 | 1:59.23 |            |
|                        |         |         |            |         |         |            |
| Brustschwimmen         | 50      | 28.50   | 25.25      | 31.50   | 28.56   |            |
| Brustschwimmen         | 100     | 1:00.00 | 55.61      | 1:08.50 | 1:02.36 |            |
| Brustschwimmen         | 200     | 2:12.00 | 2:00.16    | 2:28.50 | 2:14.57 |            |
|                        |         |         |            |         |         |            |
| Schmetterling          | 50      | 24.00   | 21.75      | 26.50   | 24.38   |            |
| Schmetterling          | 100     | 53.00   | 48.08      | 58.50   | 54.61   |            |
| Schmetterling          | 200     | 1:59.50 | 1:48.24    | 2:12.00 | 1:59.61 |            |
|                        |         |         |            |         |         |            |
| Lagenstaffel           | 200     | 2:01.00 | 1:49.63    | 2:13.50 | 2:01.86 |            |
| Lagenstaffel           | 400     | 4:19.00 | 3:55.50    | 4:46.50 | 4:18.94 |            |
|                        |         |         |            |         |         |            |
| Freistilstaffel        | 4 × 100 | 3:17.00 | 3:03.03    | 3:39.00 | 3:26.53 |            |
| Gemischte Lagenstaffel | 4 × 100 | 3:35.50 | 3:19.16    | 4:02.00 | 3:45.20 |            |
| Gemischter Freistil    | 4 × 100 | 3:28.00 | 3:28.00    | 3:28.00 | 3:28.00 | 3:28.00    |

Wenn ein Athlet (oder ein Staffelteam) disqualifiziert wird oder das Schwimmen nicht beendet, werden für seinen Verein keine Punkte vergeben, während zwei Punkte (vier für Staffelteams) von der Gesamtleistung des Vereins abgezogen werden. Wenn ein Athlet (oder ein Staffelteam) nicht zu einem Schwimmen erschienen ist, werden für seinen Verein keine Punkte vergeben, während vier Punkte (acht für Staffelteams) von der Gesamtleistung des Vereins abgezogen werden.
| Platz  | DNS | DNF | DSQ |
| Punkte | 4   | −2  | −2  |
| ------ | --- | --- | --- |

### Bester Schwimmer
Nach jedem Schwimmwettkampf und am Ende der Saison wird der beste Schwimmer ausgewählt. Die Kriterien für eine solche Auswahl sind die Anzahl der Punkte für die Mannschaftswertung, die der Schwimmer während des Wettkampfs bzw. der Saison gesammelt hat.
Jedes Mal kann nur ein bester Schwimmer gewählt werden und sowohl eine Frau als auch ein Mann sein. Der Beste Schwimmer-Preis am Ende eines jeden Wettschwimmens wird mit einem Bonus von 5.000 $ belohnt.

### Ausscheidungsschwimmen
Ein Ausscheidungsschwimmen ist eine Reihe von aufeinanderfolgenden 50-Meter-Freistil-Schwimmen, die auf Ko-Basis durchgeführt werden: In der ersten Runde werden vier Schwimmer eliminiert (von 8), in der zweiten Runde verlassen zwei Schwimmer das Ausscheidungsschwimmen und in der 3. und letzten Runde, bestehend aus nur zwei Schwimmern, die in einem Kopf-an-Kopf-Finale gegeneinander antreten, wird der Gewinner ermittelt. Die Wettkämpfe der Ausscheidungsrennen finden alle drei Minuten statt. Die Athleten können sich im Pool aufwärmen oder sich zwischen den Runden zwischen den Blöcken vom Physiotherapeuten ihres Teams kurz massieren lassen. Die aus dem Wettschwimmen ausgeschiedenen Athleten müssen in den Bereich ihres Teams zurückkehren.
Die Schwimmbahnen, die die qualifizierten Athleten in der folgenden Runde verwenden werden, sind gemäß der Bahnenzuordnung ihres Teams für den Tag zu bestimmen. Die ISL-Ausscheidungs-Schwimmer erhalten folgende Punkte:
|         | Platzierung | DNS | DNF | DSQ | 8. | 7. | 6. | 5. | 4. | 3. | 2. | 1. |
| Runde 1 | Punkte      | 4   | −2  | −2  | 1  | 2  | 3  | 4  |    |    |    |    |
| Runde 2 | Punkte      | 8   | −4  | −4  |    |    |    |    | 10 | 12 |    |    |
| Runde 3 | Punkte      | 12  | −6  | −6  |    |    |    |    |    |    | 21 | 27 |
| ------- | ----------- | --- | --- | --- | -- | -- | -- | -- | -- | -- | -- | -- |

### Budget
Das Saisonbudget für 2019 betrug 20 Millionen US-Dollar, davon über 6 Millionen US-Dollar für Auftritte und Preisgelder für die Athleten.

## Ergebnisse nach der Saison
Das Saisonfinale 2019 fand im Mandalay Bay resort in Las Vegas statt.
| Saison | Rds | Meister         | Zweiter     | Dritter      | Vierter    |
| ------ | --- | --------------- | ----------- | ------------ | ---------- |
| 2019   | 7   | Energy Standard | London Roar | Cali Condors | LA Current |

Sarah Sjöström war die beste Schwimmerin der Saison 2019.

## Geschichte

### FINA-ISL-Streit
Zu Beginn der Saison 2018 war das einzige große jährliche Schwimmturnier, das von der FINA genehmigt wurde, die FINA-Schwimmweltmeisterschaft. Um eine bessere Sichtbarkeit des Schwimmens durch ein neues teambasiertes Format zu gewährleisten, wurde im September 2018 in Anaheim eine neue Organisation mit dem Namen International Swimming League vorgestellt, die auf der Idee des ukrainischen Milliardärs Konstantin Grigorishin basiert: Die Eröffnungsveranstaltung der neuen Liga wäre das jährliche Treffen Energy for Swim gewesen (das 2017 zum ersten Mal stattfand und für den 20. bis 21. Dezember in dieser Saison in Turin, Italien, geplant war). Im Juni sandte die FINA einen Brief an alle 209 Verbände und forderte sie auf, nicht mit ISL zusammenzuarbeiten.
Nach Klärung der Auslegung einer Regel in Abschnitt 4.5 der allgemeinen Regeln der FINA erklärte die FINA, dass das Treffen „Energie zum Schwimmen“ nun als internationale Veranstaltung für diese Saison eingestuft wurde, da „ein Wettbewerb, der konzeptionell so geplant ist, dass es eine Mehrheit von ausländischen Teilnehmern gibt, kein nationaler Wettbewerb sei“. „Daher müsste er innerhalb des normalen halbjährlichen Beantragungszeitraumes beantragt werden.“
Da der halbjährliche Beantragugszeitraum bereits abgelaufen war, wären die an diesem Treffen teilnehmenden Athleten von der FINA für ein bis zwei Jahre disqualifiziert worden, und während der Veranstaltung aufgestellte Weltrekorde wären nicht anerkannt worden.
Die Verhandlungen zwischen den Parteien wurden am 15. November 2018 offiziell abgebrochen, was schließlich zur Absage des Energy for Swim-Treffens führte.

### Debüt
Trotz des Scheiterns der Verhandlungen zwischen FINA, ISL und Energy for Standard Group – die zusammen mit FINA ein Treffen von Energy for Standard organisiert hatten – unterstützten mehrere Athleten die neue Idee eines teambasierten Schwimmwettbewerbs (darunter Katinka Hosszu und Adam Peaty). Die FINA kündigte im Dezember 2018 die Schaffung einer brandneuen Liga namens FINA Champions Swim Series an. Das erste ISL-Team, das offiziell bekannt gegeben wurde, war die deutsche Mannschaft ONEFlow Aquatics (die letztendlich nicht an der Eröffnungssaison teilgenommen hatte) im Januar 2019, wonach die ISL im Folgenden auch die verbleibenden drei europäischen Teams und die vier amerikanischen Teams bekannt gab.
In der Zwischenzeit präsentierte die ISL auch eine neu gegründete Repräsentationsfirma – ISL USA –, die das Halbfinale und das Final Match in Mandalay Bay in Las Vegas ausgetragen und die neuen US-Clubs bei ihren Operationen unterstützt hatte (einschließlich Scouting-Talent, Verpflichtung von Athleten und Führung ihrer Athleten). Ein entscheidender Schritt zur Schaffung von ISL wurde gemacht, als die FINA bekannt gab, dass Athleten, die an von Nicht-FINA genehmigten Veranstaltungen teilnehmen, nicht verboten werden und dass ähnliche Wettbewerbe erlaubt wären. Dies bestätigt auch, dass alle Weltrekorde, die in den ersten beiden Wettkampfschwimmen aufgestellt wurden, nicht in Betracht gezogen worden waren, weil sie zeitgleich mit Weltcup-Events stattfanden.
Im Juni 2019 veröffentlichte ISL den Zeitplan für die zweite Saison der Liga, die offiziell in der ersten Woche des folgenden Oktobers begann.